# Pratoveccio Stia
Pratoveccio Stia és un nou municipi situat al territori de la província d'Arezzo, a la regió de la Toscana (Itàlia). Prové de la fusió (2014) dels municipis de Pratoveccio i Stia.
Limita amb els municipis de Bagno di Romagna, Castel San Niccolò, Londa, Montemignaio, Pelago, Poppi, Rufina, San Godenzo i Santa Sofia.
Pertanyen al municipi de San Giovanni Valdarno les frazioni de Casalino, Gualdo, Lonnano, Papiano, Porciano, Pratovecchio, Stia (seu comunal), Tartiglia i Villa.

## Galeria fotogràfica

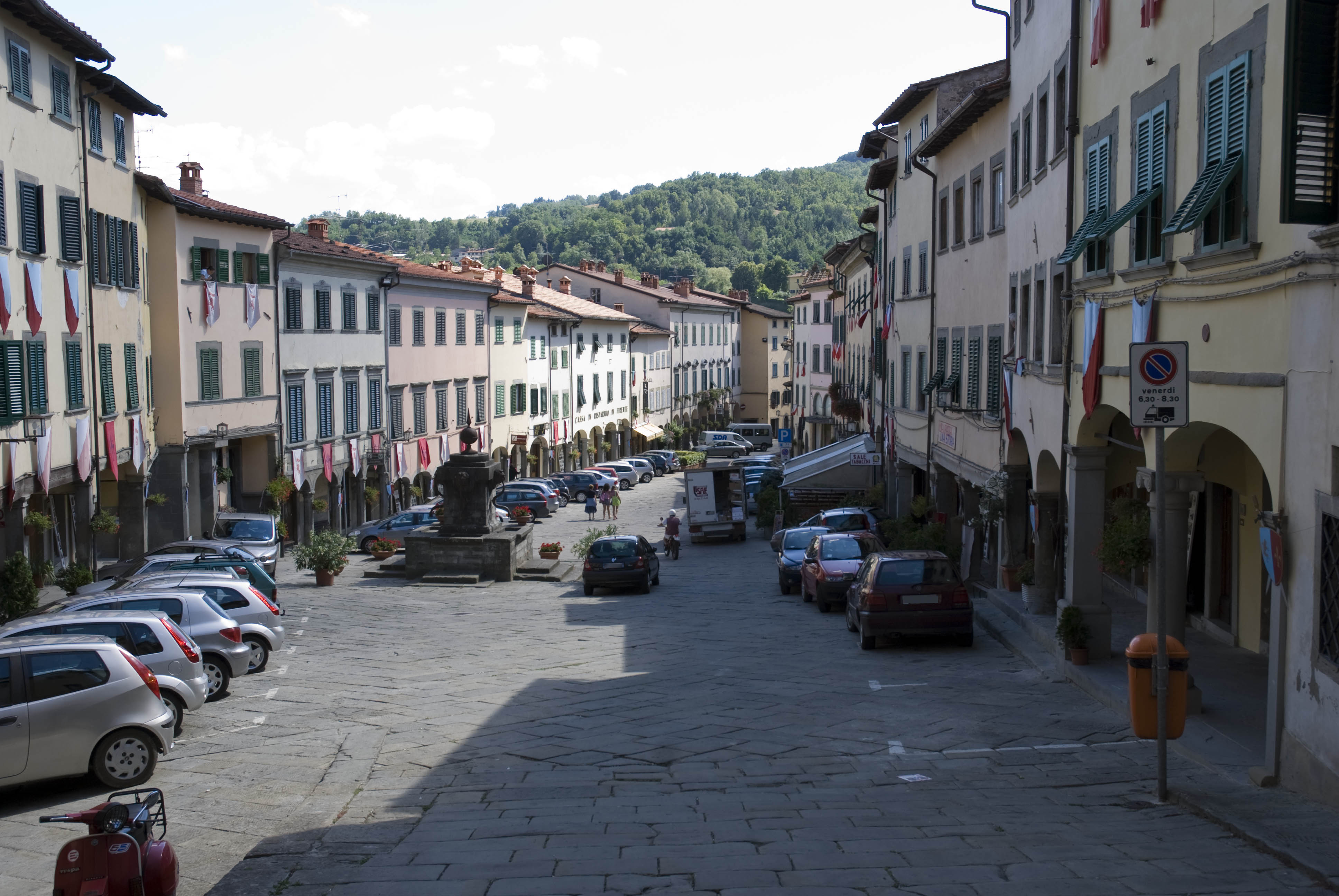
Vista de Stia
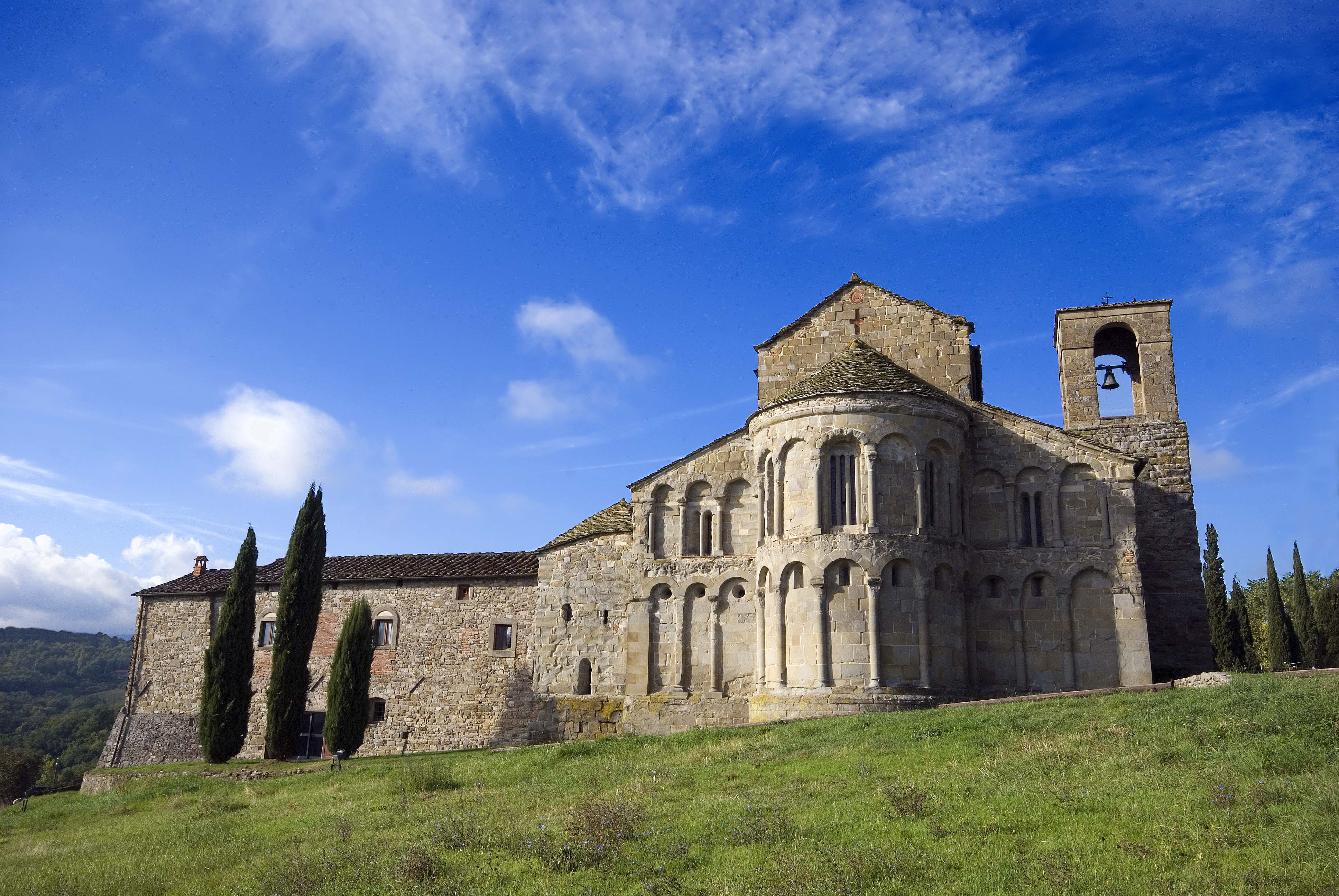
Església de Romena
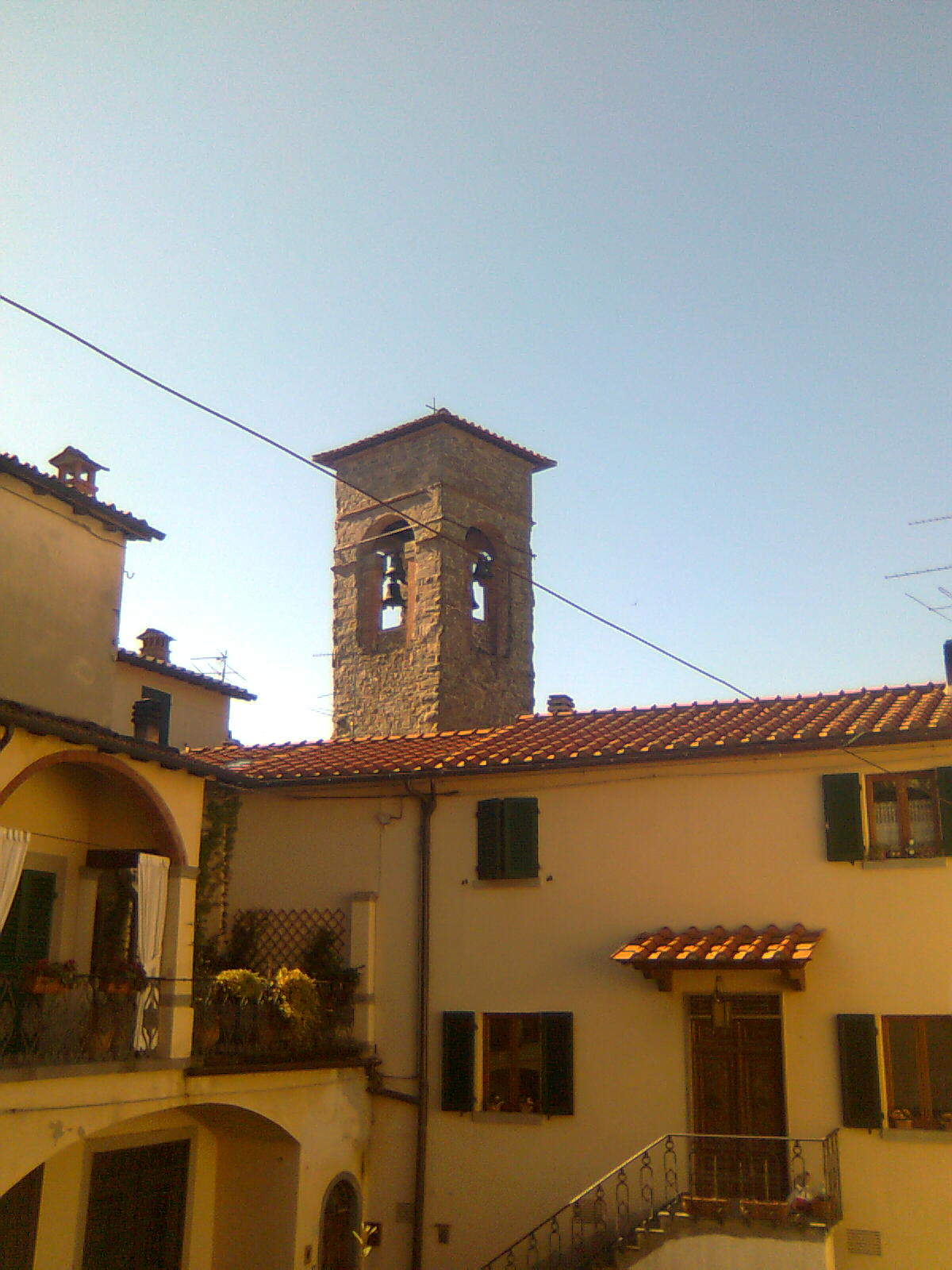
Campanar de l'església de Sta. Maria